# Габріель Лангфельдт
Габріель Лангфельдт (23 грудня 1895 — 28 жовтня 1983) — норвезький психіатр, професор Університету Осло з 1940 до 1965 рік. Його публікації були присвячені шизофренії та судовій медицині. Також був залучений як експерт під час судового процесу проти Кнута Гамсуна. Автор книги про Квіслінга.

## Біографія
Народився у Крістіансанні у сім'ї директора банку Карла Герхарда Магнуса Лангфельдта та Гудрун Амалії Леверсен. Брат Ейнара Лангфельдта. Габріель Лангфельдт закінчив Крістіансаннську Соборну школу. У 1920 році в університеті Осло здобув ступінь кандидата медицини. У 1926 році, після захисту дисертації присвяченої роботі ендокринних залоз і вегетативної нервової системи при шизофренії, Лангфельдту було надано ступінь доктора медицини.
Після роботи районним лікарем та лікарем лікарні у 1923 році Лангфельдт став помічником лікаря у лікарні Neevengården у Бергені. У 1929 році почав працювати психіатром у поліції. Як поліцейський психіатр він відкрив перше відділення спостереження за психіатричними пацієнтами для уникнення необхідності поміщати їх у в'язницю під час очікування місця у психіатричній клініці.
У 1935 році почав працювати у психіатричній клініці університету Осло. У 1940 році німецька окупаційна адміністрація призначила його керівником клініки. У 1945 році законний норвезький уряд затвердив його на посаді.
У 1937 та 1939 роках Лангфельдт опублікував низку праць, у яких розвинув різницю між «типовою шизофренією» та «шизофреноподібними психозами». У той час як перший стан має поганий прогноз, він вважав, що шизофреноподібні психози можуть включати афективні розлади та маячення, але не мають кількох типових шизофренічних симптомів, тому прогноз щодо них більш сприятливий. Ця теорія привернула міжнародну увагу. Лангфельдт був основним доповідачем на 2-му Міжнародному Конгресі психіатрів, присвяченому «групам шизофренії», який відбувся у Цюриху у 1958 році. У Відні Лангфельдт вивчав інсулінову шокову терапію шизофренії, розроблену Манфредом Сакелем, але скептично ставився до методу.
З 1946 до 1965 рік Лангфельдт очолював норвезьку Раду судової медицини.
Побачивши, що студентам не вистачає підручника з психіатрії, він опублікував його у 1951 році. Ця праця мала великий вплив у Норвегії та нордичних країнах.
Лангфельдт також опублікував кілька книг на психологічні теми для широкого загалу, серед них: «Nervøse lidelser og deres behandling» (Нервові хвороби та їх лікування), «Hvorfor blir et ulykkelig ekteskap?» (Чому шлюб стає нещасливим?) і «Sjalusisyken» (Хвороба ревнощів).

## Психіатрична експертиза Кнута Гамсуна
У жовтні 1946 року Лангфельдту було доручено судову психіатричну експертизу норвезького письменника Кнута Гамсуна, який активно підтримував нацистський режим під час німецької окупації Норвегії. Другим психіатром, який брав участь в експертизі, був Ернульв Едегор. Експертиза проходила в університетській клініці у Віндерні протягом чотирьох місяців до лютого 1947 року.
Лікарі визначили, що у Гамсуна розвинувся атеросклероз ще до 1940 року і що він був ще більш ослаблений своїм першим крововиливом у мозок у 1942 році, що викликало афазію. Було винесено діагноз, що Гамсун мав «постійно порушені розумові здібності» (varig svekkede sjsevner). Виходячи з діагнозу, прокурори вирішили не порушувати кримінальну справу проти Гамсуна.
У 1949 році Гамсун опублікував книгу «Paa gjengrodde Stier» («За зарослими стежками»), комбінацію автобіографії й оповідання, що охоплює період з моменту його арешту у 1945 році до вироку Верховного суду у 1948 році. Він зобразив Лангфельдта грубою людиною, яка насолоджувалась владою: «він міг знущатися з мене стільки, скільки хотів — і він дуже хотів», — писав Гамсун. «У його особистості, в його образі буття, Лангфельдт ставить себе вище за всіх, з його мовчанням за будь-якої незгоди, з його показом переваги, яка здається просто надуманою […] Я відчуваю, що психіатру було б корисно навчитися трохи посміхатися. Посмішка над собою вряди-годи». Основною темою книги Гамсуна є те, що він вважав, що заслужив звичайний суд замість перебування у психіатричній клініці та психіатричного діагнозу. Він наполягає у книзі, що госпіталізація завдала шкоди його здоров'ю найбільше у світі.
Спочатку Гамсун зазнавав труднощів із виданням своєї книги. Лангфельдт зажадав, щоб його ім'я не згадувалося, і видавець спочатку прагнув того ж, але пізніше опублікував книгу із зазначенням імені Лангфельдта.
Книга «За зарослими стежками» була добре прийнята, у ній порушувалося питання про те, чи мали рацію Лангфельдт й Едегор у своєму діагнозі, хоча більшість психіатрів погодилися з ними. У 1952 році Лангфельдт стверджував, що діагноз Гамсуна був правильним і підкреслив, що зроблений висновок приніс користь як пам'яті Гамсуна, так і Норвегії як нації. Порівняно з початковою медичною оцінкою, Лангфельдт у 1952 році приділяв більше уваги органічному захворюванню мозку, ніж патологічним ознакам. Деякі критики діагнозу стверджували, що це могло вплинути на уряд Норвегії, який не хотів відправляти Гамсуна у в'язницю через його похилий вік і високий статус як письменника. Психіатр Ейнар Крінглен, який був знайомий з Лангфельдтом й Едегором, виключав таку можливість. Данський письменник Торкільд Гансен у 1978 році опублікував дві книги: «Prosessen mot Hamsun» («Процес над Гамсуном») і «Den rettspykiatriske erklæring om Knut Hamsun» («Судово-психіатрична експертиза Кнута Гамсуна») та їхнього медичного висновку.
Посмертне психіатричне обстеження, проведене Зігмундом Картерудом й Інгаром Слеттеном Коллоєном, показало, що Гамсун мав невстановлений розлад особистості, але був юридично осудним.
У своїй книзі 1969 року «Gåten Vidkun Quisling» («Загадка Відкуна Квіслінга») Лангфельдт стверджував, що Квіслінг також повинен був пройти психіатричну експертизу та що він, можливо, страждав від параної.

## Гуманітарна діяльність
Від початкових релігійних поглядів Лангфельдт поступово перейшов до світської гуманістичної життєвої позиції. У 1958 році було засновано Асоціацію гуманістів, у якій Лангфельдт став центральною фігурою. Також Лангфельдт головував на міжнародному Конгресі гуманістичних й етичних спілок у Норвегії у 1962 році. У 1958 році він написав книгу про Альберта Швейцера та пізніше листувався з ним. У 1966 році він написав книгу «Den gylne regel og andre humanistiske moralnormer» («Золоте правило й інші гуманістичні норми моралі»).

## Особисте життя
Лангфельдт був тричі одружений. Його шлюб з першою дружиною, Євою Антуанеттою Тутейн Паульсон, дочкою професора Едварда Паульсона, був розірваний у 1928 році; того ж року він одружився з секретаркою Гердіс Нільссен. Третьою дружиною після смерті другої дружини стала Марі Нільссен, її сестра.
Лангфельдт продовжував працювати психіатром до вісімдесяти років. Помер в Осло у 1983 році.

## Нагороди та визнання
- Член Норвезької академії наук (1941)
- Премія Стенлі Р. Діна за дослідження у галузі шизофренії
- Почесний член норвезької асоціації психіатрів (1965)
- Почесний доктор Гельсінського університету (1966)